# Bogdănești (Fălciu), Vaslui
Bogdănești este un sat în comuna Fălciu din județul Vaslui, Moldova, România.
 Acest articol despre o localitate din județul Vaslui este deocamdată un ciot. Puteți ajuta Wikipedia prin completarea lui.